# آرئی‌سی ۲
آرئی‌سی ۲ (انگلیسی: REC ۲) فیلمی در ژانر ترسناک است که در سال ۲۰۰۹ منتشر شد.